# Chlorothraupis stolzmanni
Chlorothraupis stolzmanni là một loài chim trong họ Cardinalidae.